# Kinga Taront
Kinga Maria Taront (ur. 13 sierpnia 1995 w Zielonej Górze) – polska aktorka musicalowa i serialowa. 

## Życiorys
W 2008 roku ukończyła klasę skrzypiec w Państwowej Szkole Muzycznej I stopnia w Świebodzinie, a w 2014 – I Liceum Ogólnokształcące im. Edwarda Dembowskiego w Zielonej Górze. Ukończyła kurs w Musical Theatre w New York Film Academy(2017). Jest absolwentką Państwowego Policealnego Studium Wokalno-Aktorskiego im. D. Baduszkowej. W latach 2018-2021 roku związana z Teatrem Rampa w Warszawie jako aktorka gościnna. W latach 2021-2022 grała tytułową rolę Ludwiki w spektaklu Żółta dama w Mazowieckim Teatrze Muzycznym w Warszawie. Od 2023 roku jest solistką Reprezentacyjnego Zespołu Artystycznego Wojska Polskiego.

## Filmografia

### Teatr
- 2016: Skrzypek na dachu jako członek Zespołu (Teatr Muzyczny im. Danuty Baduszkowej w Gdyni jako adept PPSWA)
- 2017-2018: Krwawe Gody jako Teściowa (Teatr Muzyczny im. Danuty Baduszkowej w Gdyni spektakl dyplomowy PPSWA)[1]
- 2017-2018: Chłopi jako członek Zespołu (Teatr Muzyczny im. Danuty Baduszkowej w Gdyni, jako adept PPSWA)
- 2019-2020: Twist and Shout jako członek Zespołu, Loretta (Teatr Rampa)[2]
- 2019-2020: Kopciuszek jako Macocha/ Wróżka (Teatr Bemowo)[3]
- 2019-2020: Treny, Fraszki, Pieśni jako Matka J. Kochanowskiego (Teatr Bemowo)[3]
- 2019-2020: Rapsodia z Demonem jako członek Zespołu (Teatr Rampa)[4]
- 2021: Żółta Dama jako Ludwika (Mazowiecki Teatr Muzyczny im. Jana Kiepury)[5]
- 2023-obecnie : solistka Reprezentacyjnego Zespołu Artystycznego Wojska Polskiego

### Filmy
- 2018: Kamerdyner jako Pokojówka (epizod)

### Seriale telewizyjne
- 2018:  Rodzinny interes jako Jagoda (odc. 46)
- 2019: O mnie się nie martw jako Kobieta (odc. 132)
- 2020: Na sygnale jako Tancerka (odc. 268)

## Nagrody
- Najlepsza aktorka egzaminu podczas I Ogólnopolskiego Przeglądu Dyplomów i Egzaminów Muzycznych Wyższych Szkół Artystycznych PRZYGRYWKA (2016r.), wyróżnienie za rolę w spektaklu "Płonąca Gwiazda" Policealnego Państwowego Studium Wokalno-Aktorskiego im. D. Baduszkowej w Gdyni[6]
- Laureatka Programu Młoda Polska 2017 w kategorii: Taniec[potrzebny przypis]